# Marco Zero Ao Vivo
Marco Zero Ao Vivo é o quarto álbum ao vivo da cantora Elba Ramalho, lançado em CD e DVD em 2010. 
Gravado na Praça Rio Branco, conhecida popularmente como Marco Zero, durante as comemorações do aniversário de Recife (Pernambuco), no dia 12 de Março de 2010, o álbum foi co-produzido em parceria com o Canal Brasil e conta com as participações dos cantores Alcione, Zé Ramalho, Geraldo Azevedo, Lenine, Cristina Amaral e André Rio e dos músicos Cezzinha Thomaz (co-produtor do disco e então marido de Elba) e Spok (maestro da Spok Frevo Orquestra). 

## Faixas

### CD
1. Anunciação (Alceu Valença)
2. Banquete dos Signos (Zé Ramalho)
3. Canta Coração (participação especial: Geraldo Azevedo) (Geraldo Azevedo, Carlos Fernando)
4. Morena de Angola (Chico Buarque)
  1. Música incidental: Odeon (Ernesto Nazareth)
5. Pavão Mysteriozo (Ednardo)
6. O Meu Amor (participação especial: Alcione) (Chico Buarque)
7. De Volta Pro Aconchego (Dominguinhos, Nando Cordel)
8. Queixa (participação especial: Lenine) (Caetano Veloso)
9. Admirável Gado Novo (participação especial: Zé Ramalho) (Zé Ramalho)
10. Chorando e Cantando (participação especial: Geraldo Azevedo) (Geraldo Azevedo, Fausto Nilo)
11. É Só Você Querer  (participação especial: Cezzinha Thomaz) (Nando Cordel)
12. Chão de Giz (participação especial: Zé Ramalho)  (Zé Ramalho)
13. Chuva de Sombrinhas (participação especial: André Rio) (André Rio, Nena Queiroga)
14. Frevo Mulher (Zé Ramalho)

### DVD
1. Anunciação (Alceu Valença)
2. Leão do Norte (Lenine, Paulo César Pinheiro)
3. Banquete dos Signos (Zé Ramalho)
4. Pot-pourri (participação especial: Cristina Amaral): Forró do Pic Plic Plá (Assisão, Lindolfo Barbosa) / Forró Pesado (Assisão, Lindolfo Barbosa) / Forró do Xenhenhém (Cecéu)
5. Pot-pourri: Na Base da Chinela (Jackson do Pandeiro, Rosil Cavalcanti) / Qui Nem Jiló (Luiz Gonzaga, Humberto Teixeira) / Eu Só Quero Um Xodó (Dominguinhos, Anastácia)
6. Espumas ao Vento (participação especial: Flávio José) (Accioly Neto)
7. Gostoso Demais (Dominguinhos, Nando Cordel)
8. É Só Você Querer  (participação especial: Cezzinha Thomaz) (Nando Cordel)
9. Morena de Angola (Chico Buarque)
  1. Música incidental: Odeon (Ernesto Nazareth)
10. Pavão Mysteriozo (Ednardo)
11. O Meu Amor (participação especial: Alcione) (Chico Buarque)
12. Forró na Gafieira (participação especial: Alcione) (Rosil Cavalcanti)
13. De Volta Pro Aconchego (Dominguinhos, Nando Cordel)
14. Recife Nagô (participação especial: Chico César) (J. Michilles)
15. Queixa (participação especial: Lenine) (Caetano Veloso)
16. Pot-pourri: Cravo Vermelho (Carlos Fernando) / Ciranda da Rosa Vermelha (Alceu Valença)
17. Canta Coração (participação especial: Geraldo Azevedo) (Geraldo Azevedo, Carlos Fernando)
18. Chorando e Cantando (participação especial: Geraldo Azevedo) (Geraldo Azevedo, Fausto Nilo)
19. Veja (Margarida) (Vital Farias)
20. Chão de Giz (participação especial: Zé Ramalho) (Zé Ramalho)
21. Admirável Gado Novo (participação especial: Zé Ramalho) (Zé Ramalho)
22. Chuva de Sombrinhas (participação especial: André Rio) (André Rio, Nena Queiroga)
23. Tropicana (Morena Tropicana) (Alceu Valença, Vicente Barreto)
24. Frevo Mulher (Zé Ramalho)
25. Ave Maria (Johann Sebastian Bach, Charles Gounod)

## Músicos participantes
- Ney Conceição: baixo
- Marcos Arcanjo: guitarra e violão
- Sandro Haick: guitarra, bandolim e cavaquinho
- Sérgio Machado: bateria
- Ranieri Oliveira: teclados
- Cezzinha Thomaz: acordeom
- Anjo Caldas e Lucas dos Prazeres: percussão
- Durval Pereira: zabumba
- Zé Canuto: sax alto
- Gilberto Pontes: sax e flauta
- Nilson Amarante: trombone
- Jussara Lourenço, Cláudia Beija e Che Leal: vocais de apoio